# Ś
Ś, ś (S с акутом) — буква расширенной латиницы. Используется в ряде славянских языков:
- В польском алфавите означает [ɕ] (глухой альвеоло-палатальный фрикатив), близкий к русскому мягкому «Щ»[1]
- В черногорском языке, наряду с диграфом «sj»[2]
- В белорусской латинице
- В нижнелужицком языке
- В транслитерации языков индоарийских языков (в частности, IAST)

В вилямовском этнолекте обозначает звук [щ]. Исторически происходит от ſ́.
Кроме того, буква часто используется для транслитерации:
- [ʃ] Глухой постальвеолярный спирант — международный алфавит транслитерации санскрита[3] и в некоторых вариантах цыганского алфавита
- Палатизированный s в лидийском языке
- Реконструируемый звук (глухой альвеолярный латеральный спирант) в протосемитском языке
- Сибилянт на ранней стадии шумерского языка
- При передаче буквы этрусского алфавита